# 雅罗四极虫
雅罗四极虫（学名：Chloromyxum leuciscus）为四极科四极虫属的动物。在中国，分布于内蒙古等，营寄生生活，寄生在东北雅罗鱼的胆囊。